# Mike Gravel
Maurice Robert "Mike" Gravel (pronuncia-se /ɡrəˈvɛl/; 13 de maio de 1930 – Seaside, 26 de junho de 2021) foi um político americano do Partido Democrata. Serviu como senador pelo Alasca de 1969 a 1981, e concorreu à indicação do Partido Democrata para a candidatura à Presidência dos EUA em 2008. De 2008 a 2010 pertenceu brevemente ao Partido Libertário, tendo regressado aos democratas em 2011 chegando mesmo, em 2019, a voltar a concorrer às Primárias, com 89 anos, com o objetivo de desmascarar Joe Biden, Kamala Harris e Beto O'Rouke, candidatos que considerava falsos progressistas, nos debates. Não chegando a ser convidado, Gravel suspendeu a campanha e lançou o The Gravel Institute para combater a desinformação, lutar pelo pacifismo e pela difusão dos ideais de esquerda nos Estados Unidos. 
Gravel integrou o Exército dos Estados Unidos, chegando à patente de primeiro-tenente, e iniciou sua carreira política em 1963. 
No Senado destacou-se por ter lido os Pentagon Papers que desmascaravam as mentiras americanas sobre a Guerra do Vietname e os abusos do exército.

## Morte
Gravel morreu em 26 de junho de 2021 em Seaside, aos 91 anos de idade, de mieloma.